# Nucleo Automobilistico del Regio Esercito
Il Nucleo Automobilistico, costituito nel 1905, è stata la prima unità motorizzata del Regio Esercito Italiano.

## Il contesto

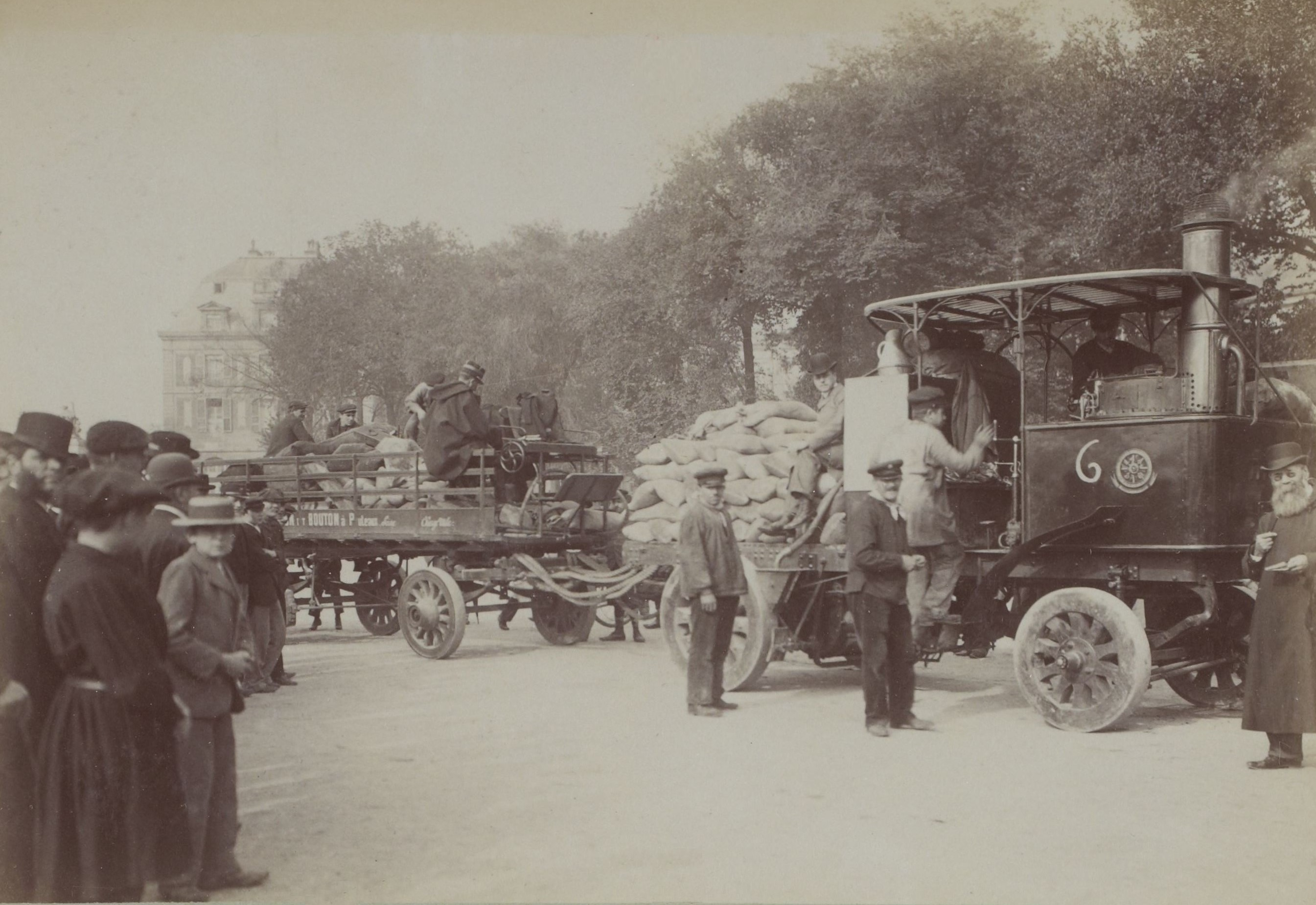
Un trattore a vapore De Dion-Bouton del 1899

Nell'ambito della moderna fase storica rappresentata dalla rapida evoluzione tecnica degli automobili, anche il Regio Esercito prese in esame le opportunità offerte dalla nuova invenzione. Nel 1895 il Comando del Corpo di Stato Maggiore iniziò a studiare la possibilità di dotarsi di automezzi per il traino meccanico e, nel 1898, fu nominata un'apposita commissione per lo studio dei mezzi meccanici da trasporto, da impiegare in operazioni militari, con particolare riguardo ai terreni montani. 
Tale commissione deliberò l'acquisto di due trattori a vapore De Dion-Bouton da 50 e da 30 HP, rispettivamente consegnati nel 1899 e nel 1900, entrambi affidati alla Brigata Ferrovieri del Genio di stanza alla Batteria Nomentana. 
Nel 1901 il Ministero della Guerra autorizzò l'acquisto della prima automobile con motore endotermico e fu scelta una Fiat 24 HP.

## L'unità motorizzata

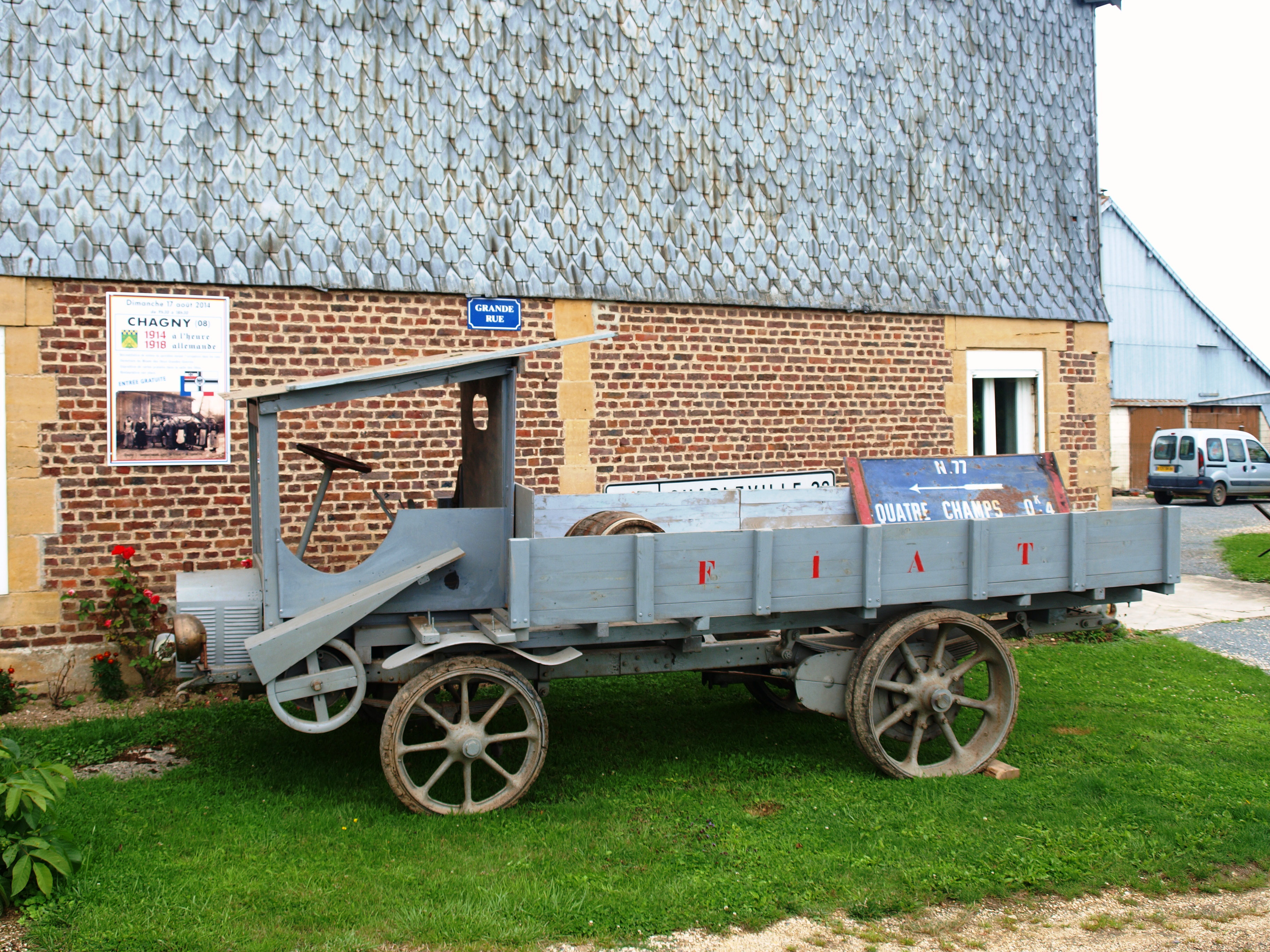
Un autocarro Fiat 24 HP del 1903

Verificate le buone prestazioni e l'affidabilità dell'automezzo, vennero commissionate alla FIAT altre 8 vetture di tipo 12 HP e 24 HP.
In vista delle grandi manovre che si svolsero in Campania, nel 1905 fu costituito il "Nucleo Automobilistico"; un'unità sperimentale che raggruppava i due trattori De Dion-Bouton, 8 autovetture FIAT dell'Esercito e altre 21 autovetture private affidate ai volontari del BVCA (Battaglioni volontari ciclisti ed automobilisti), poi divenuto Corpo nazionale volontari ciclisti automobilisti.
La prova sui terreni accidentati del Sannio fu soddisfacente e nel 1906 venne sciolto il "Nucleo Automobilistico" e costituita la "Sezione Automobili" che alle grandi manovre del 1907, tenutesi nell'Alto Novarese, poteva contare su un parco macchine di 55 autovetture e 18 autocarri.
Nel 1909 il Ministero della Guerra decise l'acquisto di 450 autocarri del peso di 5 000 kg, con portata utile da 2 000 a 2 500 kg, fabbricati dalle quattro maggiori case automobilistiche italiane dell'epoca. In seguito a tale fornitura venne costituito il "Battaglione Automobilistico del Genio" che partecipò alla Guerra di Libia.